# شهرداری ککاوا
شهرداری ککاوا (به لاتین: Ķekava Municipality) یک شهرداری در لتونی است. شهرداری ککاوا ۲۲٬۷۸۸ نفر جمعیت دارد.